# Ricard Palmerola i Buxadós
Ricard Palmerola (Barcelona, 1921 - 2010) fou un radiofonista i actor de doblatge català.

## Radiofonista
Fill de l'actriu Carme Buxadós i Brualla i el crític teatral Ricard Palmerola i Claret, va néixer a Barcelona el 4 de maig de 1921. La seva popularitat va arribar amb les radionovel·les, i molt especialment per ser la veu del primer Taxi Key. Estrenada a Ràdio Barcelona, es va convertir en un autèntic fenomen de masses i un referent per a les novel·les posteriors. Va dirigir també l'espai A las cinco novela, de Radio Peninsular de Barcelona i va realitzar la radionovel·la Tirante el Blanco, basada en l'obra de Joanot Martorell, emesa en 36 capítols a Radio Nacional de España.

## Actor de doblatge
El 1949, Palmerola es va traslladar a Cuba, on va treballar en sèries de televisió. Després es traslladà a Puerto Rico, on es va casar amb Yolanda Villavicencio. Fou a Puerto Rico on dirigí doblatges de sèries televisives de gran èxit, com Bonanza o Perry Mason. Aquesta tascà fou reconeguda amb un Ondas l'any 1971 per la seva defensa del castellà en els doblatges.
Al cap d'uns anys, i ja de nou a Barcelona, guanyaria el seu segon Ondas l'any 1976 (com a responsable de radionovel·les de Ràdio 4) i el Premi Sant Jordi de Teatre.
Palmerola, que fou amic íntim de Pau Casals, va ser homenatjat l'any 2001 en un acte on van participar Armand Balsebre, Joan Pera o Joan Manuel Serrat, entre d'altres.
Va morir a la seva ciutat natal el 20 de febrer del 2010.